# Arteria temporale superficiale
L'arteria temporale superficiale nasce dall'arteria carotide esterna in corrispondenza del collo del condilo della mandibola, sale parallela alla carotide per giungere sulla radice posteriore del processo zigomatico, decorre nello spessore della ghiandola parotide, al davanti del condotto uditivo esterno e al di dietro dell'ATM. Superato il processo zigomatico, decorre sulla fascia del temporale e tre o quattro centimetri al di sopra del processo zigomatico si divide nei suoi rami terminali arteria frontale e il ramo parietale.

## Rami collaterali
- L'arteria trasversa della faccia, origina nella loggia parotidea all'altezza del condilo della mandibola, si dirige in avanti e circa dopo due centimetri si divide in due arteriole, l'una superficiale (per il muscolo buccinatore), l'altra profonda (per il muscolo massetere e la regione temporale). L'arteria trasversa della faccia prende anastomosi con rami dell'arteria mascellare esterna, dell'arteria infraorbitaria e dell'arteria buccinatoria
- Il ramo articolare che va ad irrorare il complesso articolare temporo-mandibolare
- L'arteria temporale media  che origina sopra la radice del processo zigomatico, attraversa la fascia del muscolo temporale e portandosi in alto irrora questo muscolo; cede anche piccoli rami destinati all'ATM e al meato acustico esterno
- I rami auricolari anteriori si organizzano in due piccoli rami diretti al padiglione auricolare e ai muscoli auricolari
- L'arteria zigomatica orbitale, decorrendo in uno sdoppiamento della fascia temporale e parallela al margine superiore del processo zigomatico, si porta in avanti dividendosi nei suoi due rami frontale e parietale
- Il ramo frontale posto subito sotto il connettivo sottocutaneo, sale verso l'alto e in avanti irrorando la cute e i muscoli frontale e orbitale delle palpebre
- Il ramo parietale si dirige indietro per distribuirsi alla cute e ai muscoli della regione temporale
- I rami parotidei sono piccoli rami destinati alla parotide.

## Galleria d'immagini

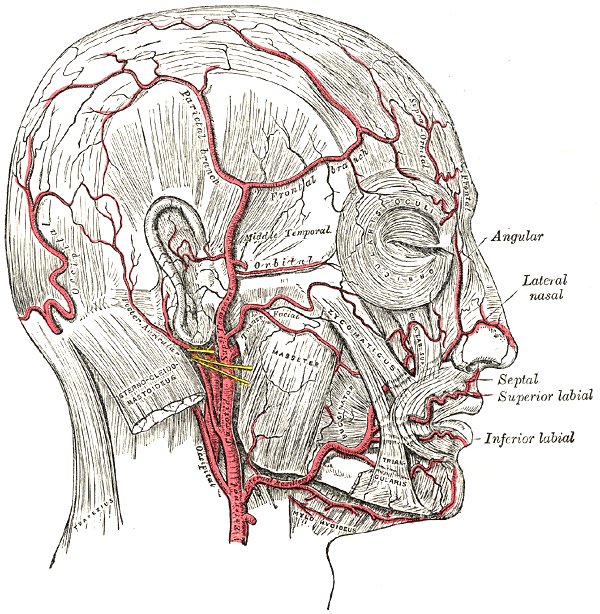
Arterie della faccia e del cuoio capelluto.
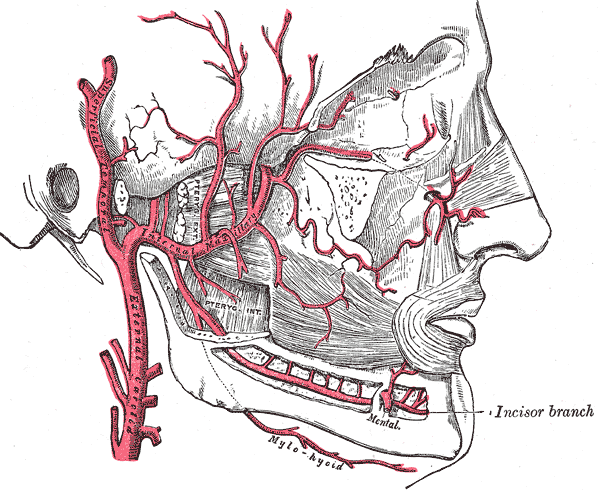
Rami dell'arteria mascellare.
Schema dei rami dell'arteria mascellare.
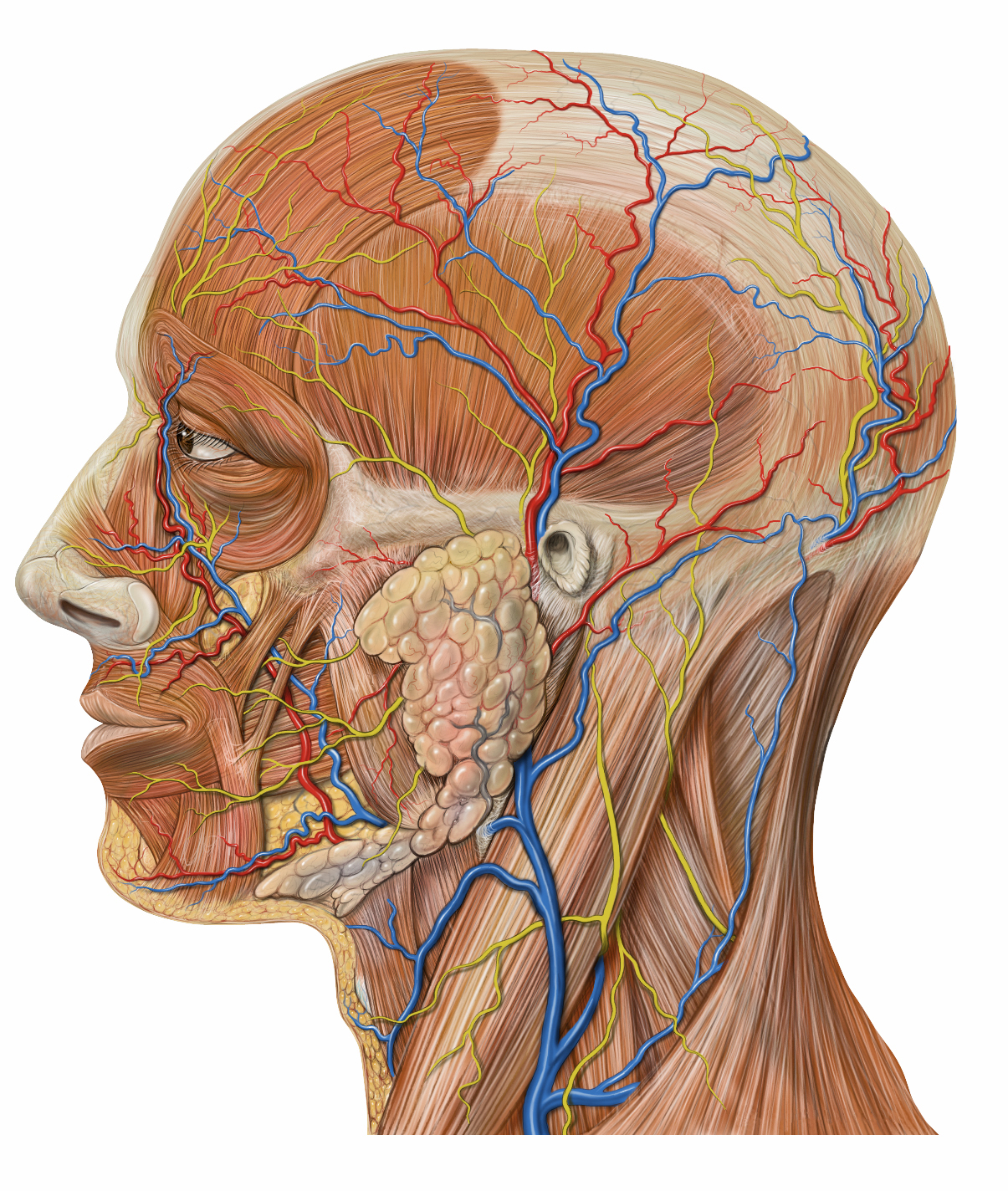
Anatomia laterale della testa.
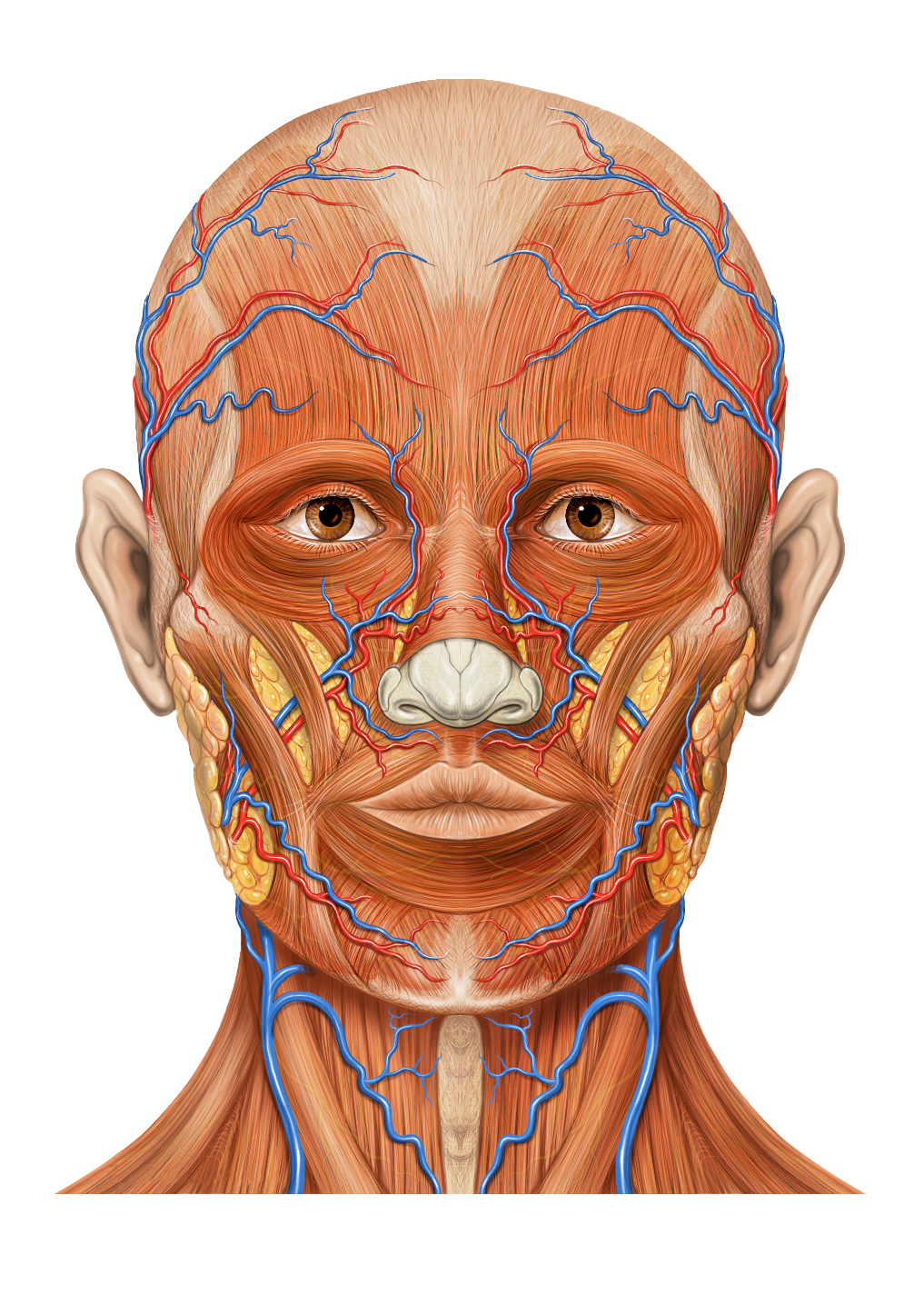
Anatomia della testa visione anteriore.